# Стрелюхин, Александр Михайлович
Александр Михайлович Стрелюхин (род. 4 июля 1958, Энгельс, Саратовская область) — российский государственный и политический деятель. Заместитель председателя Правительства Саратовской области (с 21 мая 2025 года). Депутат Государственной Думы Федерального собрания Российской Федерации VIII созыва (до 21 мая 2025 года).  Входил в Комитет Госдумы VIII созыва по строительству и ЖКХ.  
Глава Энгельсского муниципального района с 20 июля 2017 по 3 июня 2019. Вице-губернатор — Председатель правительства Саратовской области с 4 июня 2019 по 15 октября 2020. Кандидат экономических наук (2006).
Из-за поддержки российско-украинской войны находится под персональными санкциями всех стран Европейского союза, Великобритании, Соединенных Штатов Америки, Швейцарии, Австралии, Японии, Украины, Новой Зеландии.

## Биография
Родился 4 июля 1958 в городе Энгельс Саратовской области.
В 1980 окончил Саратовский политехнический институт по специальности: «производство строительных изделий и конструкций». В 2005 окончил с отличием Саратовскую государственную академию права по специальности «юриспруденция». В 2006 решением диссертационного совета Саратовского государственного социально-экономического университета присуждена учёная степень кандидат экономических наук.
Трудовую деятельность начал в 1980 инженером отдела стекловарения Всесоюзного научно-исследовательского института технического и специального строительного стекла в Саратове.
С 1981 по 1998 работал на должностях прораба, главного инженера управления «Саратовоблсельстрой», строительно-монтажных управлений треста «Энгельсхимстрой», начальника СМУ трестов «Энгельсхимстрой», «Энгельсстрой», главного инженера треста «Энгельсстрой».
С 1998 по 2000 — первый заместитель министра жилищно-коммунального хозяйства Саратовской области, заместителя министра жилищно-коммунального хозяйства Саратовской области по капитальному строительству.
С 2000 по 2001 — главный инженер ЗАО «Трест Энгельсстрой».
В 2001 перешёл на работу в администрацию Энгельсского муниципального образования, заместитель по промышленности, энергетике, транспорту и связи.
С 2005 по 2006 — первый заместитель главы Марксовского муниципального образования.
С 2006 по 2012 — в Правительстве Саратовской области — министр экономического развития и торговли Саратовской области, заместителя Председателя Правительства Саратовской области.
С 2012 по 2014 — генеральный директор ЗАО «Балаково-Центролит», руководил строительством сталелитейного завода в Балаково.
В октябре 2012 был избран депутатом Саратовской областной думы V созыва по Балаковскому одномандатному избирательному округу № 21.
С 2014 по 2016 — генеральный директор на строительстве Энгельсского локомотивостроительного завода ООО «Первая Локомотивная компания».
С 2016 по июль 2017 — первый заместитель Председателя правительства Саратовской области.
С 20 июля 2017 по 3 июня 2019 — глава Энгельсского муниципального района Саратовской области.
С 4 июня 2019 по 15 октября 2020 — вице-губернатор — Председатель правительства Саратовской области. Освобождён от занимаемой должности по собственному желанию.
После отставки с поста председателя правительства области возглавил созданное Государственное казённое учреждение «Центр развития Саратовской агломерации».
С сентября 2021 года избран Депутатом Государственной Думы Федерального собрания Российской Федерации VIII созыва от Энгельсского одномандатного избирательного округа № 166 (Саратовская область).
21 мая 2025 года решением Саратовской областной Думы согласован на должность заместителя председателя Правительства Саратовской области. 

## Плагиат в диссертации
23 июня 2006 года Александр Стрелюхин защитил диссертацию на тему «Совершенствование государственного управления качеством и конкурентоспособностью продукции российских предприятий» и на портале «Диссернет» было выявлено много масштабных заимствований (плагиата). Минимум девять страниц из 244 были схожими с работой Андрея Реуса под названием «Состояние работ в области технического регулирования и приоритеты его развития: доклад на Совете по конкурентоспособности при Правительстве РФ». Другие четырнадцать страницах имели очень большое сходство с опубликованной в 2002 году статьей «Концепция национальной политики России в области качества продукции и услуг: проект». Но ещё большее количество заимствований без указания источника, около 80 страниц, было взято из докторской диссертации Александра Гугелева «Развитие системы менеджмента качества наукоемкого производства: теория и практика».

## Санкции
Из-за поддержки российской агрессии и нарушения территориальной целостности Украины во время российско-украинской войны находится под персональными санкциями разных стран.
25 февраля 2022 года, на фоне вторжения России на Украину, включён в санкционный список стран Евросоюза в ответ на решение России признать территории Донецкой и Луганской областей Украины и на решение об отправке туда российских войск.
11 марта 2022 года внесён в санкционный список Великобритании «за признание независимости двух сепаратистских регионов в Украине».
30 сентября 2022 года внесён в санкционный список США в ответ на «фиктивные референдумы» и «аннексию территорий Украины российскими оккупационными силами». Государственный департамент отмечает что депутаты единогласно приняли закон о фейках, а некоторые депутаты сыграли ключевую роль в распространении российской дезинформации о войне.
23 февраля 2023 года включён в санкционный список Канады «соратников режима», так как он «голосовал за законодательство связанное с вторжением и попыткой аннексии четырех регионов Украины».
По аналогичным основаниям, с 4 марта 2022 года находится под санкциями Швейцарии. С 4 мая 2022 года находится под санкциями Австралии. С 12 апреля 2022 года находится под санкциями Японии. Указом президента Украины Владимира Зеленского от 7 сентября 2022 находится под санкциями Украины. С 12 октября 2022 года находится под санкциями Новой Зеландии.

## Семья
Женат. Имеет четверых детей.

## Награды
- Медаль ордена «За заслуги перед Отечеством» II степени (2009)[24]
- Почётная грамота Государственной думы Федерального собрания Российской Федерации (2014)
- Благодарность Министра экономического развития Российской Федерации
- Почётный знак Губернатора Саратовской области (2004)[25]
- Почётный знак Губернатора Саратовской области «За любовь к родной земле» (2018)[26][27]
- Почётная грамота Саратовской областной думы (2012)[28]